# Austrian Open 2005 - Qualificazioni singolare
Le qualificazioni del singolare  dell'Austrian Open 2005 sono state un torneo di tennis preliminare per accedere alla fase finale della manifestazione. I vincitori dell'ultimo turno sono entrati di diritto nel tabellone principale. In caso di ritiro di uno o più giocatori aventi diritto a questi sono subentrati i lucky loser, ossia i giocatori che hanno perso nell'ultimo turno ma che avevano una classifica più alta rispetto agli altri partecipanti che avevano comunque perso nel turno finale.
Le qualificazioni del torneo Austrian Open 2005 prevedevano 24 partecipanti di cui 6 sono entrati nel tabellone principale.

## Teste di serie
1. Rubén Ramírez Hidalgo (Qualificato)
2. Peter Luczak (Qualificato)
3. Irakli Labadze (Qualificato)
4. Hugo Armando (Qualificato)
5. Jurij Ščukin (Qualificato)
6. Dušan Vemić (Qualificato)

1. Jeroen Masson (ultimo turno)
2. Jan Frode Andersen (ultimo turno)
3. Paolo Lorenzi (ultimo turno)
4. Galo Blanco (ultimo turno)
5. Philipp Petzschner (ultimo turno)
6. Carlos Cuadrado (primo turno)

## Qualificati
1. Rubén Ramírez Hidalgo
2. Peter Luczak
3. Irakli Labadze

1. Hugo Armando
2. Jurij Ščukin
3. Dušan Vemić

## Tabellone

### Legenda
| - Q = Qualificato - WC = Wild card - LL = Lucky loser | - ALT = Alternate - SE = Special Exempt - PR = Protected Ranking | - w/o = Walkover - r = Ritirato - d = Squalificato |

### Sezione 1
|  | Primo turno | Primo turno           | Primo turno           | Primo turno | Primo turno |  |  | Ultimo turno | Ultimo turno          | Ultimo turno | Ultimo turno | Ultimo turno |  |
|  |             |                       |                       |             |             |  |  |              |                       |              |              |              |  |
|  | 1           | Rubén Ramírez Hidalgo | Rubén Ramírez Hidalgo | 6           | 6           |  |  |              |                       |              |              |              |  |
|  |             | Marko Neunteibl       | Marko Neunteibl       | 1           | 1           |  |  | 1            | Rubén Ramírez Hidalgo | 6            | 4            | 6            |  |
|  | 10          | Galo Blanco           | Galo Blanco           | 6           | 7           |  |  | 10           | Galo Blanco           | 2            | 6            | 2            |  |
|  |             | Philipp Mullner       | Philipp Mullner       | 4           | 64          |  |  |              |                       |              |              |              |  |

### Sezione 2
|  | Primo turno | Primo turno          | Primo turno          | Primo turno         | Primo turno |  |  | Ultimo turno | Ultimo turno  | Ultimo turno | Ultimo turno | Ultimo turno |  |
|  |             |                      |                      |                     |             |  |  |              |               |              |              |              |  |
|  | 2           | Peter Luczak         | Peter Luczak         | Peter Luczak        | 6           |  |  |              |               |              |              |              |  |
|  |             | Didac Perez-Minarro  | Didac Perez-Minarro  | Didac Perez-Minarro | 3r          |  |  | 2            | Peter Luczak  | 4            | 7            | 7            |  |
|  | 9           | Paolo Lorenzi        | Paolo Lorenzi        | 6                   | 6           |  |  | 9            | Paolo Lorenzi | 6            | 5            | 5            |  |
|  |             | Jean-Claude Scherrer | Jean-Claude Scherrer | 4                   | 3           |  |  |              |               |              |              |              |  |

### Sezione 3
|  | Primo turno | Primo turno      | Primo turno      | Primo turno | Primo turno |  |  | Ultimo turno | Ultimo turno    | Ultimo turno | Ultimo turno | Ultimo turno |  |
|  |             |                  |                  |             |             |  |  |              |                 |              |              |              |  |
|  | 3           | Irakli Labadze   | Irakli Labadze   | 6           | 6           |  |  |              |                 |              |              |              |  |
|  |             | Emiliano Redondi | Emiliano Redondi | 3           | 3           |  |  | 3            | Irakli Labadze  | 6            | 610          | 6            |  |
|  |             | Carlos Cuadrado  | 6                | 3           | 6           |  |  |              | Carlos Cuadrado | 3            | 7            | 3            |  |
|  | 12          | Rainer Eitzinger | 3                | 6           | 1           |  |  |              |                 |              |              |              |  |

### Sezione 4
|  | Primo turno | Primo turno       | Primo turno       | Primo turno | Primo turno |  |  | Ultimo turno | Ultimo turno  | Ultimo turno | Ultimo turno | Ultimo turno |  |
|  |             |                   |                   |             |             |  |  |              |               |              |              |              |  |
|  | 4           | Hugo Armando      | Hugo Armando      | 6           | 6           |  |  |              |               |              |              |              |  |
|  |             | Konstantin Gruber | Konstantin Gruber | 1           | 2           |  |  | 4            | Hugo Armando  | 3            | 6            | 6            |  |
|  | 7           | Jeroen Masson     | 6                 | 2           | 6           |  |  | 7            | Jeroen Masson | 6            | 2            | 2            |  |
|  |             | Philipp Oswald    | 4                 | 6           | 3           |  |  |              |               |              |              |              |  |

### Sezione 5
|  | Primo turno | Primo turno           | Primo turno        | Primo turno | Primo turno |  |  | Ultimo turno | Ultimo turno       | Ultimo turno       | Ultimo turno | Ultimo turno |  |
|  |             |                       |                    |             |             |  |  |              |                    |                    |              |              |  |
|  | 5           | Jurij Ščukin          | 6                  | 3           | 7           |  |  |              |                    |                    |              |              |  |
|  |             | Andreas Haider-Maurer | 4                  | 6           | 69          |  |  | 5            | Jurij Ščukin       | Jurij Ščukin       | 6            | 6            |  |
|  | 11          | Philipp Petzschner    | Philipp Petzschner | 6           | 6           |  |  | 11           | Philipp Petzschner | Philipp Petzschner | 3            | 0            |  |
|  |             | Dmitri Kotchetkov     | Dmitri Kotchetkov  | 4           | 2           |  |  |              |                    |                    |              |              |  |

### Sezione 6
|  | Primo turno | Primo turno               | Primo turno               | Primo turno | Primo turno |  |  | Ultimo turno | Ultimo turno       | Ultimo turno       | Ultimo turno | Ultimo turno |  |
|  |             |                           |                           |             |             |  |  |              |                    |                    |              |              |  |
|  | 6           | Dušan Vemić               | 5                         | 6           | 6           |  |  |              |                    |                    |              |              |  |
|  |             | Giancarlo Petrazzuolo     | 7                         | 2           | 2           |  |  | 6            | Dušan Vemić        | Dušan Vemić        | 7            | 6            |  |
|  | 8           | Jan Frode Andersen        | Jan Frode Andersen        | 6           | 6           |  |  | 8            | Jan Frode Andersen | Jan Frode Andersen | 65           | 4            |  |
|  |             | Francisco Fogues-Domenech | Francisco Fogues-Domenech | 2           | 2           |  |  |              |                    |                    |              |              |  |